# En bref
En bref (Explained) est une série documentaire produite par Vox Media pour Netflix, diffusée depuis le 23 mai 2018. La série reprend un format précédemment diffusé par Vox sur YouTube qui consiste à explorer des sujets de société ou d'actualité dans des épisodes d'une vingtaine de minutes.
Parallèlement à la série principale, le concept est décliné en séries thématiques de trois à cinq épisodes explorant plusieurs aspects d'un même sujet. Les épisodes sont généralement narrés par une célébrité.

## Épisodes
| Saison | Nombre d’épisodes | Diffusion originale | Diffusion originale |
| Saison | Nombre d’épisodes | Début de saison     | Fin de saison       |
| ------ | ----------------- | ------------------- | ------------------- |
| 1      | 20                | 23 mai 2018         | 19 septembre 2018   |
| 2      | 10                | 26 septembre 2019   | 28 novembre 2019    |
| 3      | 14                | 16 juillet 2021     | 15 octobre 2021     |

### Première saison (2018)
| №  | Titre                                                                             | Narration        | Première diffusion |
| -- | --------------------------------------------------------------------------------- | ---------------- | ------------------ |
| 1  | Les inégalités de richesses entre les Noirs et les Blancs (The Racial Wealth Gap) | Samira Wiley     | 23 mai 2018        |
| 2  | L'ADN sur mesure (Designer DNA)                                                   | Joss Fong        | 23 mai 2018        |
| 3  | La monogamie (Monogamy)                                                           | Maria Bello      | 23 mai 2018        |
| 4  | La K-Pop (K-Pop)                                                                  | Estelle Caswell  | 30 mai 2018        |
| 5  | La cryptomonnaie (Cryptocurrency)                                                 | Christian Slater | 6 juin 2018        |
| 6  | Pourquoi les régimes échouent (Why Diets Fail)                                    | Maria Bello      | 13 juin 2018       |
| 7  | La bourse (The Stock Market)                                                      | Estelle Caswell  | 20 juin 2018       |
| 8  | L'univers des sports électroniques (eSports)                                      | Estelle Caswell  | 27 juin 2018       |
| 9  | La vie extraterrestre (Extraterrestrial Life)                                     | LeVar Burton     | 4 juillet 2018     |
| 10 | !                                                                                 | Nick Kroll       | 11 juillet 2018    |
| 11 | Le cricket (Cricket)                                                              | Aasif Mandvi     | 18 juillet 2018    |
| 12 | L'herbe (Weed)                                                                    | Kevin Smith      | 25 juillet 2018    |
| 13 | Les tatouages (Tattoo)                                                            | Coleman Lowndes  | 1er août 2018      |
| 14 | L'astrologie (Astrology)                                                          | Yara Shahidi     | 8 août 2018        |
| 15 | Vers une vie éternelle ? (Can We Live Forever?)                                   | Kristen Bell     | 15 août 2018       |
| 16 | L'orgasme féminin (The Female Orgasm)                                             | Rachel Bloom     | 22 août 2018       |
| 17 | Le politiquement correct (Political Correctness)                                  | Jerry Springer   | 29 août 2018       |
| 18 | Pourquoi les femmes gagnent moins (Why Women Are Paid Less)                       | Rachel McAdams   | 5 septembre 2018   |
| 19 | La crise mondiale de l'eau (The World's Water Crisis)                             | Kyle MacLachlan  | 12 septembre 2018  |
| 20 | La musique (Music)                                                                | Carly Rae Jepsen | 19 septembre 2018  |

### Deuxième saison (2019)
| №  | Titre                                        | Narration          | Première diffusion |
| -- | -------------------------------------------- | ------------------ | ------------------ |
| 1  | Les sectes (Cults)                           | Lakeith Stanfield  | 26 septembre 2019  |
| 2  | Les milliardaires (Billionaires)             | Maggie Siff        | 3 octobre 2019     |
| 3  | L'intelligence animale (Animal Intelligence) | Hilary Swank       | 10 octobre 2019    |
| 4  | De la gym à la ville (Athleisure)            | Aya Cash           | 17 octobre 2019    |
| 5  | Coder, pourquoi ? (Coding)                   | Karlie Kloss       | 24 octobre 2019    |
| 6  | Pirates ! (Pirates)                          | Natasha Lyonne     | 31 octobre 2019    |
| 7  | La prochaine pandémie (The Next Pandemic)    | J. K. Simmons      | 7 novembre 2019    |
| 8  | L'avenir de la viande (The Future of Meat)   | Vincent Kartheiser | 14 novembre 2019   |
| 9  | La beauté (Beauty)                           | John Waters        | 21 novembre 2019   |
| 10 | La valeur des diamants (Diamonds)            | Cleo Abram         | 28 novembre 2019   |

### Troisième saison (2021)
| №  | Titre                                        | Narration            | Première diffusion |
| -- | -------------------------------------------- | -------------------- | ------------------ |
| 1  | Le sucre : ami ou ennemi (Sugar)             | Keri Russell         | 16 juillet 2021    |
| 2  | L'avenir de la royauté (Royalty)             | Rosario Dawson       | 23 juillet 2021    |
| 3  | La puissance du drapeau (Flags)              | Samira Wiley         | 30 juillet 2021    |
| 4  | Les chiens (Dogs)                            | Jake Gyllenhaal      | 6 août 2021        |
| 5  | Le pétrole (The End of Oil)                  | Ethan Hawke          | 13 août 2021       |
| 6  | Les échecs (Chess)                           | Rainn Wilson         | 20 août 2021       |
| 7  | Les secrets de la peau (Your Skin)           | Sophie Okonedo       | 27 août 2021       |
| 8  | Les excuses (Apologies)                      | Keke Palmer          | 3 septembre 2021   |
| 9  | Les ouragans (Hurricanes)                    | Héctor Elizondo      | 10 septembre 2021  |
| 10 | La chirurgie esthétique (Plastic Surgery)    | Kim Cattrall         | 17 septembre 2021  |
| 11 | Danses : d'une mode à l'autre (Dance Crazes) | Kelly Rowland        | 24 septembre 2021  |
| 12 | Le temps (Time)                              | Joseph Gordon-Levitt | 1er octobre 2021   |
| 13 | La musique country (Country Music)           | Connie Britton       | 8 octobre 2021     |
| 14 | Les contes de fées (Fairy Tales)             | Ruth Negga           | 15 octobre 2021    |

## Déclinaisons

### Le cerveau, en bref
Le cerveau, en bref (The Mind, Explained) est la première déclinaison de la série documentaire. Ses cinq épisodes sont narrés par Emma Stone.
| № | Titre                              | Narration  | Première diffusion |
| - | ---------------------------------- | ---------- | ------------------ |
| 1 | Les souvenirs (Memory)             | Emma Stone | 12 septembre 2019  |
| 2 | Les rêves (Dreams)                 | Emma Stone | 12 septembre 2019  |
| 3 | L'angoisse (Anxiety)               | Emma Stone | 12 septembre 2019  |
| 4 | La pleine conscience (Mindfulness) | Emma Stone | 12 septembre 2019  |
| 5 | Les psychédéliques (Psychedelics)  | Emma Stone | 12 septembre 2019  |

### Le sexe, en bref
Le sexe, en bref (Sex, Explained) est la deuxième déclinaison de la série documentaire. Ses cinq épisodes sont narrés par Janelle Monáe.
| № | Titre                                | Narration     | Première diffusion |
| - | ------------------------------------ | ------------- | ------------------ |
| 1 | Fantasmes sexuels (Sexual Fantasies) | Janelle Monáe | 2 janvier 2020     |
| 2 | Attirance (Attraction)               | Janelle Monáe | 2 janvier 2020     |
| 3 | Contraception (Birth Control)        | Janelle Monáe | 2 janvier 2020     |
| 4 | Fertilité (Fertility)                | Janelle Monáe | 2 janvier 2020     |
| 5 | Accouchement (Childbirth)            | Janelle Monáe | 2 janvier 2020     |

### Le coronavirus, en bref
Le coronavirus, en bref (Coronavirus, Explained) est la troisième déclinaison de la série documentaire, diffusée durant la pandémie de Covid-19.
| № | Titre                                        | Narration     | Première diffusion |
| - | -------------------------------------------- | ------------- | ------------------ |
| 1 | La pandémie actuelle (This Pandemic)         | J. K. Simmons | 26 avril 2020      |
| 2 | La course au vaccin (The Race for a Vaccine) | Laura Linney  | 16 juin 2020       |
| 3 | Comment gérer le stress (How to Cope)        | Idris Elba    | 16 juin 2020       |

### Le vote, en bref
Le vote, en bref (Whose Vote Counts, Explained) est la quatrième déclinaison de la série documentaire, diffusée à l'occasion de l'élection présidentielle américaine de 2020.
| № | Titre                                                     | Narration         | Première diffusion |
| - | --------------------------------------------------------- | ----------------- | ------------------ |
| 1 | Le droit de vote (The Right to Vote)                      | Leonardo DiCaprio | 28 septembre 2020  |
| 2 | Peut-on acheter une élection ? (Can You Buy an Election?) | Selena Gomez      | 28 septembre 2020  |
| 3 | Quels votes comptent vraiment ? (Whose Vote Counts)       | John Legend       | 28 septembre 2020  |

### L'argent, en bref
L'argent, en bref (Money, Explained) est la cinquième déclinaison de la série documentaire.
| № | Titre                                                    | Narration         | Première diffusion |
| - | -------------------------------------------------------- | ----------------- | ------------------ |
| 1 | Devenir millionnaire en quelques jours (Get Ritch Quick) | Tiffany Haddish   | 11 mai 2021        |
| 2 | Les cartes de crédit (Credit Cards)                      | Jane Lynch        | 11 mai 2021        |
| 3 | Les prêts étudiants (Student Loans)                      | Edie Falco        | 11 mai 2021        |
| 4 | Le jeu (Gambling)                                        | Bobby Cannavale   | 11 mai 2021        |
| 5 | La retraite (Retirement)                                 | Marcia Gay Harden | 11 mai 2021        |